# Черкаська міська територіальна громада
Черка́ська міська громада — територіальна громада в Україні, в Черкаському районі Черкаської області. Адміністративний центр — місто Черкаси.
Утворена Розпорядженням Кабінету Міністрів України від 12 червня 2020 року шляхом перетворення з Черкаської міської ради обласного підпорядкування.
Площа громади — 78,2 км², чисельність населення — 275665 осіб (2020).

## Склад
До складу громади входять:
| Населений пункт  | Населення, осіб (1989) | Населення, осіб (2001) |
| ---------------- | ---------------------- | ---------------------- |
| Оршанець, селище | -                      | 795                    |
| Черкаси, місто   | 289030                 | 292761                 |

## Географічне положення
Громада розташовується на правому березі Кременчуцького водосховища. Селище Оршанець знаходиться в якості анклаву на території Руськополянської громади. Громада межує на півночі та північному заході з Будищенською громадою, на півночі існує невеликий кордон (на Черкаській дамбі) із Золотоніською громадою Золотоніського району. На півночі, північному сході, сході, південному сході, півдні та південному заході її оточує Червонослобідська громада. На південному заході громада має кордон зі Степанківською громадою та на південному заході, заході та північному заході з Руськополянською громадою. Крайня північна точка знаходиться північніше мікрорайону Дахнівка на березі Кременчуцького водосховища, крайня південна — на перехресті вулиць Героїв Холодного Яру та Попівка, поблизу ПАТ «Азот», крайня західна знаходиться у селищі Оршанець, та крайня східна розташовується поблизу вулиці Берегової біля заводу Хімреактивів.